# Giovanni Arnolfini

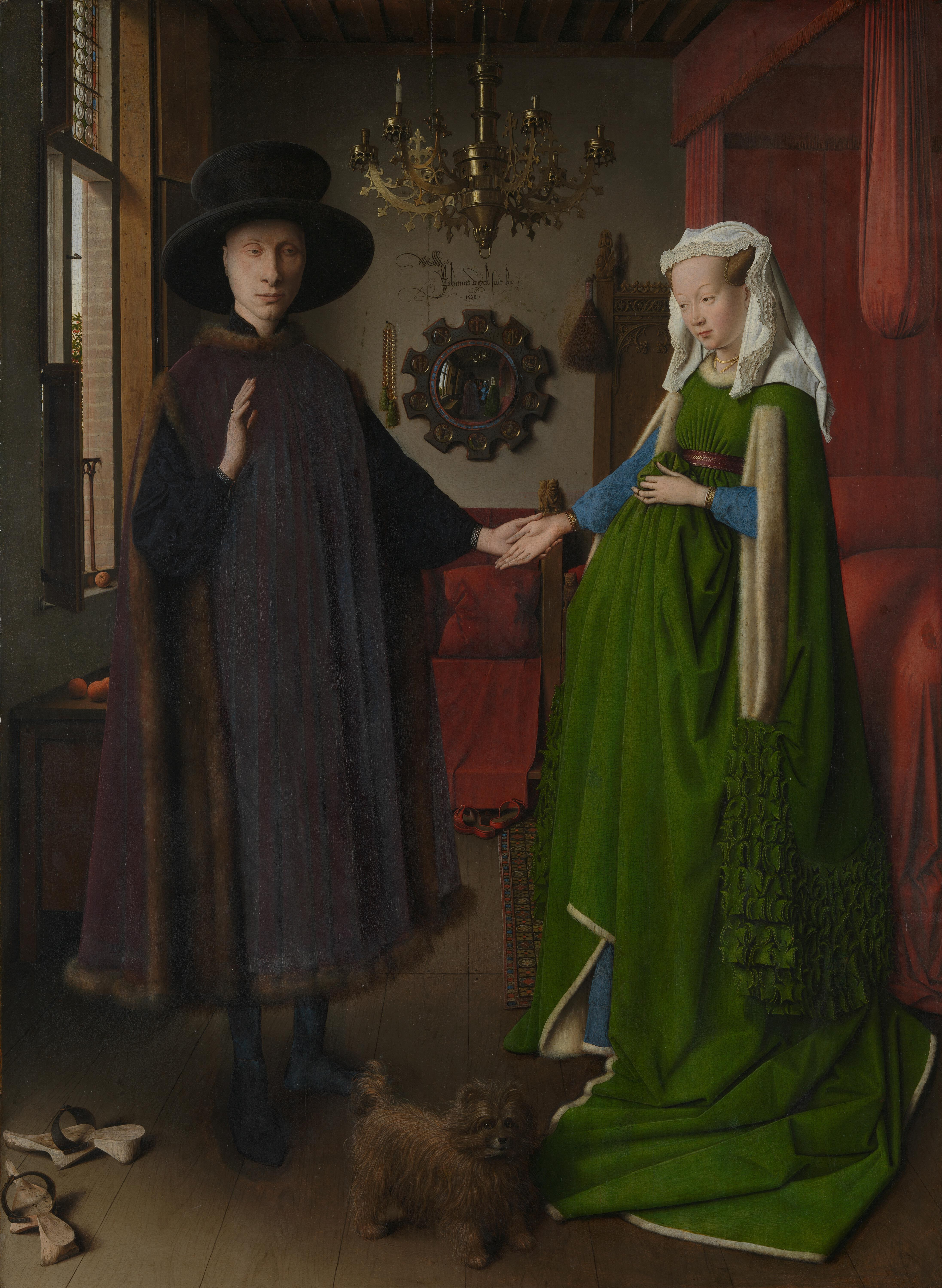
Retrato de Giovanni Arnolfini e su esposa (1434), de Jan van Eyck.

Giovanni di Nicolao Arnolfini (Lucca, 1400 — após 1452) foi um mercador nascido em Lucca, Itália e que se estabeleceu em Bruges, Bélgica. Famoso pelo Retrato dele com sua esposa, quadro do pintor flamengo Jan van Eyck.